# Horlogerie Ungerer
L'entreprise strasbourgeoise d'horlogerie Ungerer a été fondée en 1858 par Albert et Auguste Théodore Ungerer, successeurs de Jean-Baptiste Schwilgué et de son fils Charles Schwilgué. L'entreprise a été rachetée en mars 1989 par Pierre Bodet.
La famille Ungerer a notamment entretenu la troisième horloge astronomique de la cathédrale de Strasbourg pendant trois générations.

## Généalogie de l'entreprise familiale Ungerer
Les deux frères Ungerer ont chacun eu un fils ayant poursuivi l'entreprise. Jules Ungerer était le fils d'Albert, tandis qu'Alfred Ungerer était le fils d'Auguste Théodore. Alfred Ungerer a eu ensuite deux fils, Charles et Théodore Ungerer, ce dernier étant le père du dessinateur Tomi Ungerer.

## Raison sociale de l'entreprise

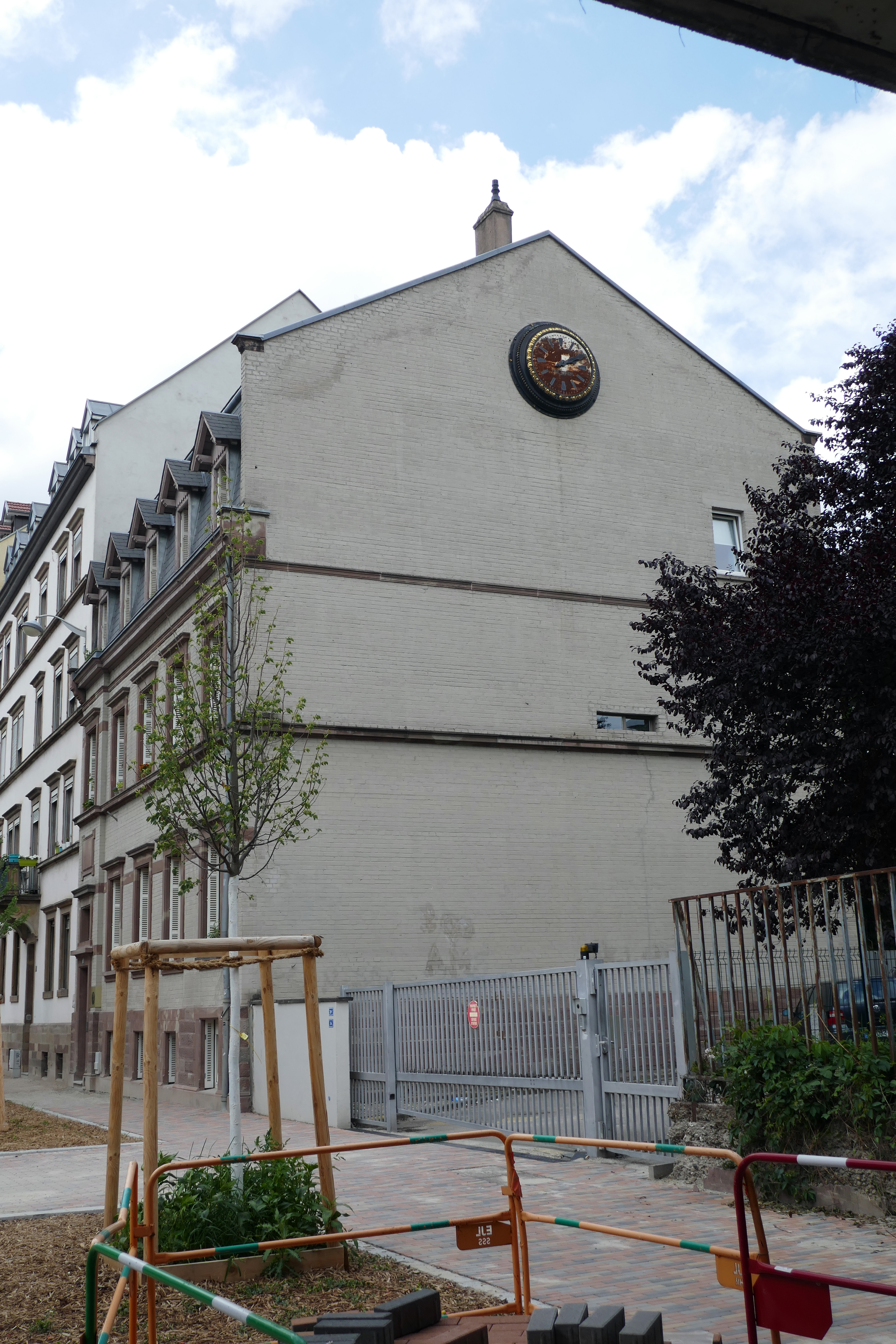
Ancienne usine d'horlogerie Ungerer, rue de La Broque à Strasbourg (2020).

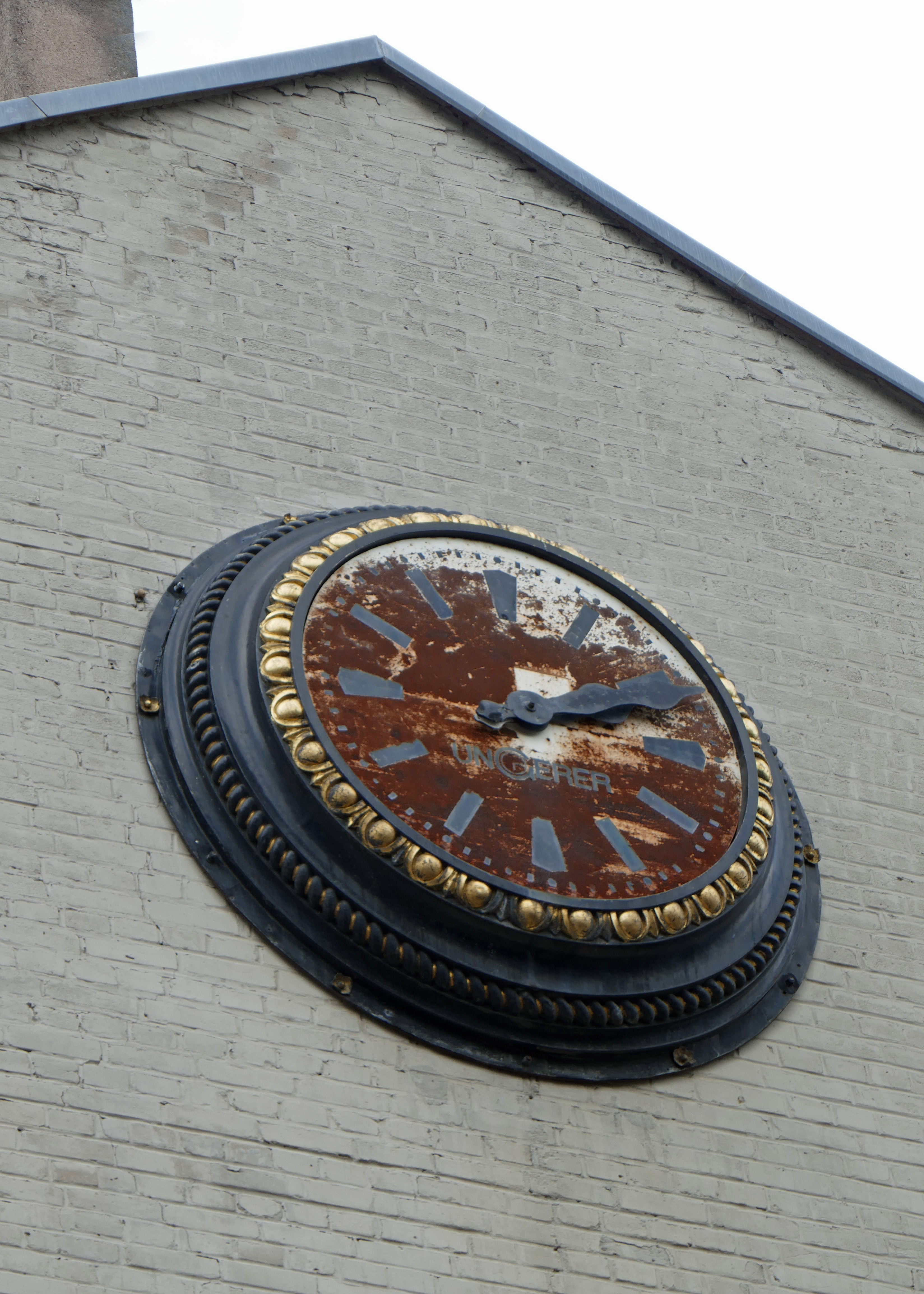
Horloge de l'ancienne entreprise.

La raison sociale de l'entreprise a varié en fonction des époques.
- Ungerer frères : Albert et Théodore Ungerer
- J. et A. Ungerer : Jules et Alfred Ungerer
- Strasbourgeoise d'horlogerie

## Activité de l'entreprise
L'activité principale a été celle de l'horlogerie d'édifice, mais pendant une grande partie de la première moitié du XXe siècle, elle s'est aussi occupée de réparations automobiles.

## Historique de l'entreprise
Dans les années 1860, deux employés de l'entreprise, les frères Gugumus, ont fondé leur propre entreprise d'horlogerie qui fabriqua des modèles d'horloges presque identiques aux modèles Ungerer. Dans les années 1880, l'entreprise a acquis les restes de l'entreprise d'Urbain Adam.

## Brevets Ungerer
L'entreprise Ungerer a déposé un certain nombre de brevets.

## Horloges d'édifice Ungerer
De très nombreuses horloges d'édifice Ungerer ont été installées. Une liste complète de ces horloges est disponible chez l'entreprise Bodet (successeurs d'Ungerer) à Vendenheim. Certaines de ces horloges sont exposées, par exemple :
- Auxelles-Bas (1860) (horloge de l'église, restaurée par Gérard Guilbaud)[3]
- Brumath (ca. 1925) (horloge de l'église protestante, restaurée par un groupe de bénévoles)
- Clairegoutte (1866) (horloge de l'église, restaurée par Gérard Guilbaud)
- Diemeringen (1873) (horloge exposée en mairie)
- Ernolsheim-Bruche (1860) (horloge exposée en mairie, sans le rouage des heures, faute de place, restaurée par l'entreprise Heimlich)
- Flexbourg (1863) (horloge exposée en mairie)
- Fougerolles (horloge exposée au musée de la cerise)
- Giromagny (horloge de la mairie, restaurée par Gérard Guilbaud et exposée en mairie)
- Gœrsdorf (1867) (horloge exposée en mairie)
- Gresswiller (1882) (horloge de l'église, restaurée par Jean-Michel ROHR et exposée en fonctionnement place du village dans le bâtiment du Planétaire de Gresswiller, visible 24h/24 et 7j/7 Voir cette horloge)
- Grosmagny (ca. 1868) (horloge de l'église, restaurée par Gérard Guilbaud)
- Kintzheim (1890) (horloge exposée en mairie)
- Lampertheim (1877) (horloge exposée en mairie)
- Meyenheim clocher, l'horloge date de 1901 et est toujours en fonction. Modèle 36h.
- Mundolsheim (1884) (horloge exposée en mairie, restaurée par l'entreprise Bodet, exposée dans son armoire, non motorisée)
- Preuschdorf (1879) (horloge exposée en mairie)

L'entreprise Ungerer a réalisé en 1933 la plus grande horloge astronomique du monde, celle de la cathédrale de Messine.

## Carillons Ungerer
Certaines horloges sont équipées de carillons, notamment :
- Reims (cathédrale) (remplacement du mécanisme de l'horloger Auguste-Lucien Vérité par celui de l'entreprise Ungerer en 1935)

## Restauration
Un nombre toujours croissant d'horloges Ungerer font l'objet de restaurations. Les principales entreprises restauratrices sont :
- Ets Bodet, Vendenheim
- Atelier Faullimmel, Weitbruch
- Ets Heimlich, Strasbourg
- Ets André Voegelé, Strasbourg
- Sonorest, Colmar
- Ets Prêtre et Fils, Mamirolle

Certaines horloges sont restaurées par des particuliers.